# Parafia św. Jana Chrzciciela w Bogdańcu
Parafia pw. św. Jana Chrzciciela w Bogdańcu – parafia rzymskokatolicka we wsi Bogdaniec, należąca do dekanatu Kostrzyn diecezji zielonogórsko-gorzowskiej, metropolii szczecińsko-kamieńskiej w Polsce, erygowana w dniu 1 czerwca 1951 roku.

## Miejsca kultu

### Kościół parafialny
Kościół pw. św. Jana Chrzciciela w Bogdańcu

### Kościoły filialne
- Jeniniec – kościół pw. Najświętszego serca Pana Jezusa (kaplica)
- Podjenin – kościół pw. Wniebowzięcia Najświętszej Maryi Panny
- Włostów – kościół pw. św. Józefa
- Kaplica cmentarna w Bogdańcu

## Zasięg parafii
Do parafii należą wierni z miejscowości: Bogdaniec, Gostkowice, Jeninek, Jeniniec, Krzyszczyna, Krzyszczynka, Kwiatkowice, Motylewo, Podjenin, Roszkowice, Włostów.